# Aron Dotan
Pour les articles homonymes, voir Dotan.
Aron Dotan né le 12 janvier 1928 à Stuttgart et mort le 27 mai 2022, est un linguiste israëlien, professeur émérite de l'université de Tel Aviv d'hébreu et de langages sémitiques. Expert en Massorah (système de transmission du texte biblique), il a réalisé l'édition du Codex de Léningrad, qui a servi à l'édition de la Bible de Tsahal. il s'est depuis spécialisé dans l'accentuation de l'hébreu biblique, et les débuts de la théorie et de la pratique de la linguistique hébraïque. 
Aron Dotan est le directeur fondateur du Cymbalista Jewish Heritage Center.

## Publications
- Biblia Hebraica Leningradensia: Prepared according to the Vocalization, Accents, and Masora of Aaron ben Moses ben Asher in the Leningrad Codex, Brill, 2000
- (he) Or rishon behohkhmat halashon (À l'aube de la linguistique) — Le Livre de l'Élégance de la Langue des Hébreux, du Rav Saadia Gaon, en 2 volumes, World Union of Jewish Studies, Jérusalem, Rabbi David Moses and Amalia Rosen Foundation, 1997, 668 pages,  (ISBN 965-90148-2-1)
- (he) Niqqud rav Seʿadya : fact or fiction ?, Tarbiz 1997, vol. 66, n°2, pp. 247-257
- A New Fragment of Saadiah's" Sab'īn Lafẓah",  The Jewish Quarterly Review, 1989
- From the Beginning of Medieval Hebrew-Arabic Lexicography, in Papers in the History of Linguistics, Aarsleff, Hans, L.G. Kelly and Hans-Josef Niederehe (eds.), 77 ff., 1987
- The Relative Chronology of Hebrew Vocalization and Accentuation, in Proceedings of the American Academy for Jewish Research, 1981
- Wilhelm Bacher's Place in the History of Hebrew Linguistics, Historiographia Linguistica 4:2, 135 ff., 1977
- Kutscher, Eduard Yechezkel, Hebrew and Aramaic Studies, ed. Z. Ben-Hayyim, A. Dotan, et G. Sarfatti: Jerusalem, The Magnes Press / The Hebrew University, 1977
- Ben Asher's Creed. A Study of the History of the Controversy, Missoula, Mont., 1977
- Masorah, in Encyclopaedia Judaica, Keter Publishing House, 1971
- Two Treatises on the Accentuation of the Old Testament W Wickes & A Dotan - 1970 - NY: KTAV Pub. House Inc.
- Diqduqei Hateamim of Aharon ben Mose ben Aser, Jérusalem, 1967